# 張益 (嘉靖進士)
張益（1516年—？），字舜卿，號賓峰，江西南昌府豐城縣人，民籍，明朝政治人物。

## 生平
嘉靖二十五年（1546年）丙午科江西鄉試第五十二名舉人。嘉靖二十九年（1550年）中式庚戌科會試第二百九十八名，三甲第二十四名進士。授桐城县知县。三十三年正月选授刑科給事中，復除吏科給事中，三十七年三月弹劾遼東巡抚蘇志臯在虏入辽阳時，不發兵救援，而妄報首功，克減軍餉，蘇被革职为民。三十八年二月升刑科右，轉兵科左，四十年六月升兵科都，四十一年十一月以事降二級調外任，贬建德县丞。

## 家族
曾祖張定庸；祖父張先能；父張美珩。前母陳氏；母楊氏。具庆下。兄夔、弟萊。